# 韦吕 (德塞夫勒省)
韦吕（法語：Verruyes，法語發音：[vɛʁɥi]）是法国德塞夫勒省的一个市镇，属于帕尔特奈区。

## 地理
韦吕（46°30'58"N, 0°17'22"W）面积26.24 平方千米，位于法国新阿基坦大区德塞夫勒省，该省份为法国西部内陆省份，北起曼恩-卢瓦尔省，西接旺代省，南至夏朗德省和滨海夏朗德省，东临维埃纳省。
与韦吕接壤的市镇（或旧市镇、城区）包括：欧热、拉沙佩勒巴通、马济耶尔昂加蒂讷、圣乔治德努瓦内、圣兰、武埃。

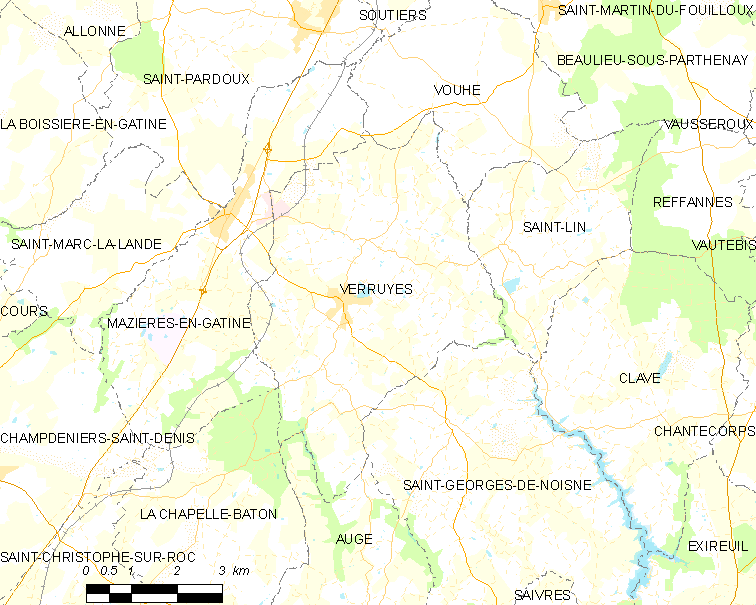
的OSM定位图

韦吕的时区为UTC+01:00、UTC+02:00（夏令时）。

## 行政
韦吕的邮政编码为79310，INSEE市镇编码为79345。

## 政治
韦吕所属的省级选区为拉加蒂讷县。

## 人口

1962-2008年间人口变化图示

韦吕于2022年1月1日时的人口数量为895人。